# Oliver Masucci
Oliver Masucci (Stuttgart, 6 de diciembre de 1968) es un actor alemán conocido por interpretar a Adolf Hitler en la película Ha vuelto y por su papel como Ulrich Nielsen en la famosa serie de Netflix Dark.
En la película se grabaron escenas improvisadas, donde Masucci interactuó con los transeúntes, y muchos de ellos estuvieron felices de volver a ver a Hitler. La película ha sido comparada con Borat.
Es hijo de padre italiano y madre alemana, quienes eran dueños de muchos restaurantes en Bonn, y tiene tres hijos.

## Filmografía
- 1992: Andy
- 1999: Schwarz greift ein – Schlag auf Schlag
- 1999: Ende! Aus! Vorbei!
- 2001: Die Manns – Ein Jahrhundertroman
- 2002: Madrid in Yaid
- 2002: Schlaf
- 2002: Die rote Jacke
- 2002: Lotto Normal
- 2003: Mutterseelenallein
- 2004: Das Blut der Templer
- 2005: Colonia Brigada Criminal – Santa Mortale
- 2005: Madonnen
- 2006: Zwei zum Fressen gern
- 2009: Vulkan
- 2011: Was ihr wollt
- 2015: Er ist wieder da
- 2015: Mordsion Berlin 1
- 2018: Dark
- 2018: Subs
- 2018: Never Look Away
- 2019: When Hitler Stole Pink Rabbit
- 2020: Tribes of Europa
- 2022: Fantastic Beasts: The Secrets of Dumbledore
- 2022: Turno de día
- 2023: El palacio